# Lydomorphus pauliani
Lydomorphus pauliani – gatunek chrząszcza z rodziny majkowatych.

## Występowanie
Gatunek ten jest endemitem Madagaskaru.